# Chi Tre quả thịt
Chi Tre quả thịt, tên khoa học Melocalamus, là một chi thực vật có hoa trong họ Hòa thảo (Poaceae).

## Các loài
Hiện tại ghi nhận được các loài như sau:
- Melocalamus arrectus T.P.Yi - Vân Nam (Trung Quốc)
- Melocalamus blaoensis H.N.Nguyen & V.T.Tran: Tre quả thịt Lộc Bắc - Việt Nam
- Melocalamus compactiflorus (Kurz) Benth. - Vân Nam (Trung Quốc), Bangladesh, Assam, Arunachal Pradesh (Ấn Độ), Bhutan, Myanmar, Lào, Thái Lan, Việt Nam
- Melocalamus cucphuongensis H.N.Nguyen & V.T.Tran: Tre quả thịt Cúc Phương - Việt Nam
- Melocalamus elevatissimus Hsueh & T.P.Yi - Tây Tạng
- Melocalamus indicus R.B.Majumdar - Assam (Ấn Độ)
- Melocalamus kbangensis H.N.Nguyen & V.T.Tran: Tre quả thịt Kon Hà Nừng - Việt Nam
- Melocalamus mastersii (Munro) R.B.Majumdar - Assam (Ấn Độ)
- Melocalamus ningmingensis Ohrnb. - Quảng Tây (Trung Quốc)
- Melocalamus pacoensis H.N.Nguyen & V.T.Tran: Tre quả thịt Pà Cò - Việt Nam
- Melocalamus scandens Hsueh & C.M.Hui - Vân Nam (Trung Quốc)
- Melocalamus truongsonensis H.N.Nguyen & V.T.Tran: Tre quả thịt Trường Sơn - Việt Nam
- Melocalamus yenbaiensis H.N.Nguyen & V.T.Tran: Dẹ Yên Bái - Việt Nam